# Túnel Ryfylke
O túnel Ryfylke (em norueguês:  Ryfylketunnelen) é um túnel subaquático no condado de Rogaland, Noruega. É parte da Estrada Nacional Norueguesa 13, que conecta Norte-Jæren e Ryfylke. O túnel é parte do projeto Ryfast, um sistema de túneis em Rogaland. Tem 14,4 km de comprimento e é atualmente o maior túnel subaquático do mundo.
O túnel foi projetado para suportar até 10.000 veículos por dia e tem um tubo para cada sentido de tráfego, com duas faixas em cada tubo. A construção começou em 2013, e foi aberto ao tráfego em 30 de dezembro de 2019.
O túnel tem um pedágio de 140 krones para veículos de grupo 1 (veículos leves), veículos que não emitem poluentes pagam 56 krones. Veículos de grupo 2 devem pagar 420 krones.